# XLVI Festival Internacional de Cinema Fantàstic de Catalunya
La XLVI edició del Sitges Festival Internacional de Cinema de Catalunya (abans, Festival Internacional de Cinema Fantàstic de Sitges) es va organitzar de l'11 al 20 d'octubre de 2013 dirigida per Àngel Sala. El cartell de l'edició, amb un carro de nen cremant, volia fer un homenatge a La llavor del diable. Va ser una edició amb menys pressupost, 1.595.152 euros (un 14 % menys que l'edició anterior) i menys pel·lícules (van baixar de 187 a 150).
L'edició fou inaugurada amb la projecció de Grand Piano d'Eugenio Mira i es va retre homenatge a Takashi Miike. També es van projectar destacades pel·lícules d'animació com Capità Harlock de Shinji Aramaki. I com a novetat, es va convocar el primer premi Phonestatic de curtmetratges fantàstics realitzats amb mòbil o tablet.

## Pel·lícules projectades

### Secció oficial Fantàstic
- Borgman d'Alex van Warmerdam
- Només els amants sobreviuen de Jim Jarmusch
- Big Bad Wolves d'Aharon Keshales i Navot Papushado
- 009 Re:Cyborg de Kenji Kamiyama
- Magic Magic de Sebastián Silva /
- A Field in England de Ben Wheatley
- A Glimpse Inside the Mind of Charles Swan III de Roman Coppola
- Blind Detective de Johnnie To
- All Cheerleaders Die de Lucky McKee i Chris Sivertson
- The Congress d'Ari Folman //
- Byzantium de Neil Jordan
- Coherence de James Ward Byrkit
- Only God Forgives de Nicolas Winding Refn /
- Afflicted de Derek Lee i Clif Prowse
- Jocs bruts d'E. L. Katz
- Jodorowsky's Dune de Frank Pavich
- Dark Touch de Marina de Van /
- Europa Report de Sebastián Cordero
- After the Dark de John Huddles
- Mindscape de Jorge Dorado
- Gallows Hill de Víctor García
- Haunter de Vincenzo Natali
- Upstream Color de Shane Carruth
- Hooked Up de Pablo Larcuen
- L'Étrange Couleur des larmes de ton corps d'Hélène Cattet i Bruno Forzani
- La danza de la realidad d'Alejandro Jodorowsky
- Aku no Kyōten de Takashi Miike
- Mala d'Israel Adrián Caetano
- Monsoon Shootout d'Amit Kumar
- Open Grave de Gonzalo López-Gallego
- Capità Harlock de Shinji Aramaki
- Patrick de Mark Hartley
- Sapi de Brillante Mendoza
- Raze de Josh C. Waller
- Real de Kiyoshi Kurosawa
- Rigor Mortis de Juno Mak
- The Green Inferno d'Eli Roth
- Retornats de Manuel Carballo
- The Sacrament de Ti West
- Blutgletscher de Marvin Kren
- Som el que som de Jim Mickle
- Wrong Cops de Quentin Dupieux /

### Secció Casa Àsia
- Wara no Tate de Takashi Miike
- Ugly d'Anurag Kashyap
- Drug War de Johnnie To /
- New World de Park Hoon-jung
- Azooma de Lee Ji-seung
- Horror Stories 2 de Min Kyu-dong, Kim Sung-ho, Kim Hwi i Jung Bum-sik
- On The Job d'Erik Matti
- Tai Chi Hero de Stephen Fung
- The Wrath of Vajra de Law Wing-cheung

## Exposicions
- La guerra dels mons. Exposició que va recordar la històrica locució radiofònica de l'emissió La guerra dels mons del cineasta Orson Welles, que va provocar que molts oients entréssin en pànic al creure's de veritat la invasió alienígena. L'exposició fou comissariada per Jordi Ojeda.[7]

## Jurat
El jurat internacional era format per Fede Álvarez, Aina Clotet, Christian Hallman, Marcelo Panozzo i Miguel Ángel Vivas.

## Premis
Els premis d'aquesta edició foren:
| Categoria                                                       | Premiat                                        | Treball                    |
| --------------------------------------------------------------- | ---------------------------------------------- | -------------------------- |
| Premi al millor director Patrocinat per Gas Natural Fenosa      | Aharon Keshales Navot Papushado                | Big Bad Wolves             |
| Premi a la millor pel·lícula                                    | Borgman                                        | Alex van Warmerdam         |
| Premi a la millor actriu Patrocinat per Autolica-Mercedes Benz  | Juno Temple                                    | Magic Magic                |
| Premi al millor actor                                           | Andy Lau                                       | Blind Detective            |
| Premi al millor guió                                            | James Ward Byrkit                              | Coherence                  |
| Premi a la millor fotografia                                    | Larry Smith                                    | Only God Forgives          |
| Premi als millors efectes especials                             | Derek Lee Clif Prowse                          | Afflicted                  |
| Premi al millor Curtmetratge                                    | Josh Tanner                                    | The Landing                |
| Premi Especial del Jurat                                        | Només els amants sobreviuen                    | Jim Jarmusch               |
| Menció Especial del Jurat                                       | Jodorowsky's Dune                              | Frank Pavich               |
| Gran Premi del Públic El Periódico de Catalunya                 | Jodorowsky's Dune                              | Frank Pavich               |
| Premi Noves Visions                                             | Halley                                         | Sebastián Hofmann          |
| Premi Noves Visions. Petit format                               | Zoo                                            | Nikolas Pleskof            |
| Premi Noves Visions No ficció                                   | Milius                                         | Joey Figueroa Zak Knutson  |
| Premi Noves Visions Premi Especial del Jurat                    | Gente en sitios                                | Juan Cavestany             |
| Premi Noves Visions. Emergents                                  | Escape from Tomorrow                           | Randy Moore                |
| Premi Noves Visions. Experimenta                                | Capa caída                                     | Santiago Alvarado          |
| Premi Focus Casa Àsia                                           | New World                                      | Park Hoon-jung             |
| Premi Focus Casa Àsia Menció Especial                           | Ugly                                           | Anurag Kashyap             |
| Premi Focus Casa Àsia Millor pel·lícula d'animació              | The fake                                       | Yeon Sang-ho               |
| Premi Focus Casa Àsia Millor curtmetratge d'animació            | Peau de chien                                  | Nicolas Jacquet            |
| Premi Carnet Jove Fantàstic                                     | Coherence                                      | James Ward Byrkit          |
| Premi Carnet Jove Midnight X-Treme                              | 100 Bloody Acres                               | Germans Cairnes            |
| Premi Nova Autoria Millor direcció                              | Tànit Fernández Isaac Rodríguez                | Espés                      |
| Premi Nova Autoria Millor guió                                  | Eugenio Canevari                               | Gorila baila               |
| Premi Nova Autoria Millor guió                                  | Tànit Fernández Isaac Rodríguez                | Espés                      |
| Premi Nova Autoria Millor música original                       | Álvaro Lafuente                                | Dinosaurio                 |
| Premi Brigadoon al curtmetratge                                 | El último onvre bibo                           | Daniel Aguirre Luna Martín |
| Premi Méliès d'argent al millor llargmetratge (Fantastic)       | Enemy                                          | Denis Villeneuve           |
| Premi Méliès d'argent al millor llargmetratge (Panorama)        | The Colony                                     | Jeff Renfroe               |
| Premi Méliès d'argent al millor llargmetratge (Menció especial) | Frankenstein's Army                            | Richard Raaphorst          |
| Premi Méliès d'argent al millor curtmetratge                    | The Body                                       | Paul Davies                |
| Premi Phonestatic                                               | The Other Side                                 | Conrad Mess                |
| Premi Phonestatic. Menció especial                              | Ecos                                           | Carlos J. Marín            |
| Premi Phonestatic. Menció especial                              | La boca del león                               | Alfonso García             |
| Premi de la Crítica José Luis Guarner                           | The Congress                                   | Ari Folman                 |
| Premi Ciutadà Kane a la direcció revelació                      | Upstream Color                                 | Shane Carruth              |
| Premi Honorífic Màquina del Temps                               | Charles Dance Alex van Warmerdam Pino Donaggio |                            |
| Premi Nosferatu                                                 | Simón Andreu                                   |                            |
| Gran Premi Honorífic                                            | Takashi Miike                                  |                            |